# Литература на интерлингве

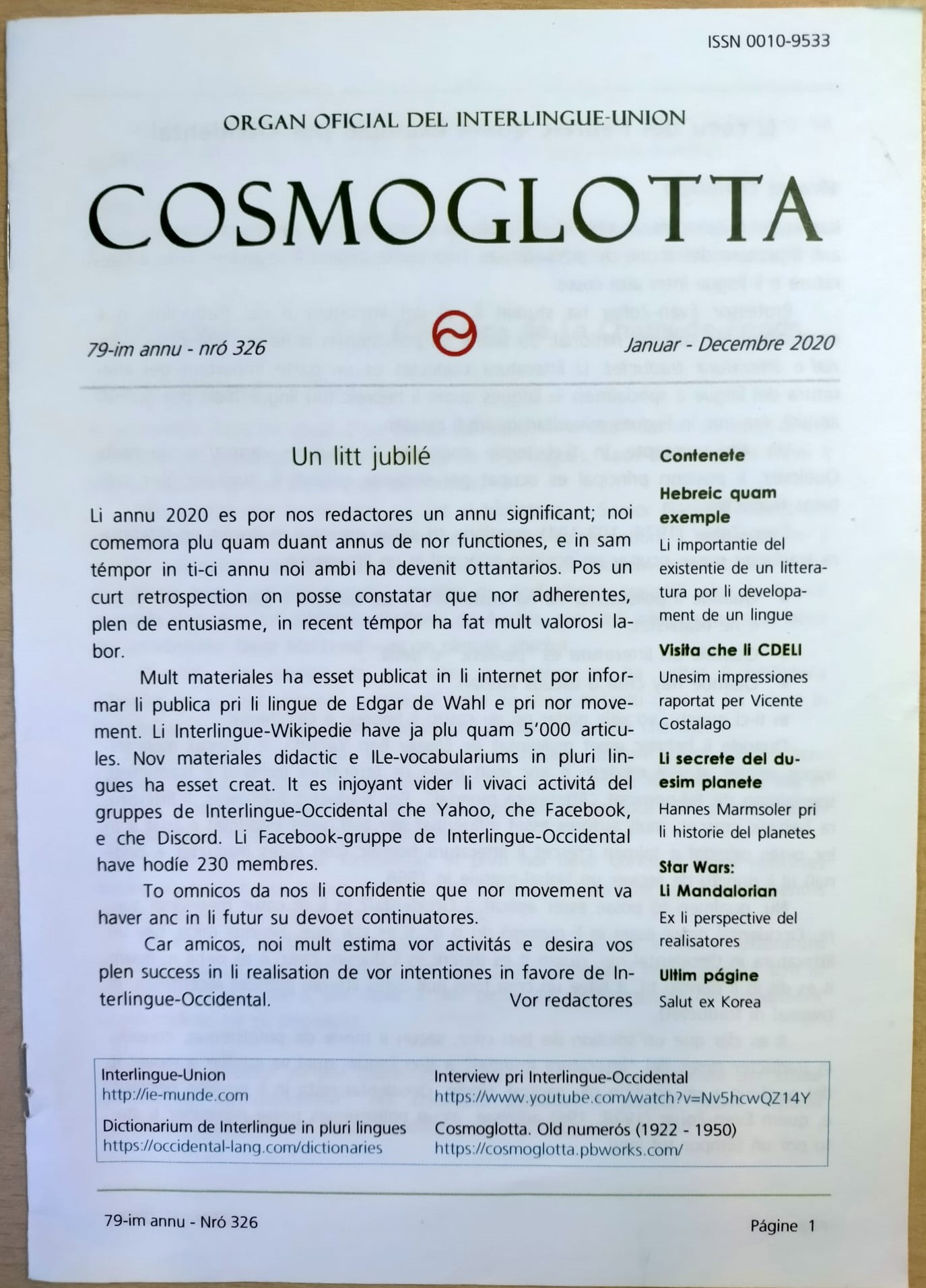
Большая часть литературы на интерлингве изначально публиковалась в журнале Cosmoglotta.

Литература на интерлингве существует с момента создания языка Эдгаром де Валем в 1922 году. Хотя в основном она состоит из оригинальных рассказов и переводов, опубликованных в центральном журнале этого языка, Cosmoglotta, также существуют полнометражные романы и поэтические антологии, в частности написанные такими авторами, как Висенте Косталаго, Ян Амос Кайш и Ярослав Подобский.
По словам испанского окциденталиста Висенте Косталаго, историю литературы на этом языке можно в целом разделить на четыре раздела:
- Первый период (1921—1927): ранняя литература от создания языка до переезда центрального управления языка в Вену.
- Венская эпоха (1927—1949): литература с момента переезда в Вену до смены названия языка с Окциденталь на Интерлингве.
- Период застоя (1950—1999): от смены названия Интерлингве до создания первой группы Yahoo!.
- Возрождение языка через использование интернета (1999-): Литература из первой группы Yahoo!.

## Ранняя литература (1921—1927)
Первой известной публикацией на интерлингве является книга «Трансцендентная алгебра, математическая идеография, эксперимент с философским языком» (Interlingue: Transcendent алгебра, ideografie matematical, Experiment de un lingue filosofic) эстонского лингвиста Якоба Линцбаха, предложение пазиграфии. Однако, будучи научно-популярным произведением, эта публикация всё же не может считаться первым образцом художественной литературы на интерлингве.
Первым же литературным произведением художественного характера стал «Гимн» («Hymne») финского журналиста и писателя Каарло Хаммара, который был переведен с финского К. Дж. Саариненом в «Космоглотте» 1925 г.
Следующее литературное произведение появилось в приложении к Космоглотте 1 (1926 г.). Это издание имело целью публикацию как научных, так и художественных текстов. В первом выпуске были переводы двух произведений Иоганна Вольфганга фон Гёте в переводе А. Томана: 48-го стиха Vier Jahreszeiten (Четыре сезона) и обоих стихотворений из «Ночной Песни Странника».
Томан также переводил стихи чешского поэта, лауреата Нобелевской премии Ярослава Врхлицкого. В 1926 году Томан опубликовал «Национализм на Западе», первую главу книги 1918 года «Национализм» бенгальского поэта Рабиндраната Тагора.

## Венская эпоха (1927—1949)
Второй период истории литературы на Окциденталь-Интерлингве начался в Вене в 1927 г. и закончился в 1949 г., когда название языка было изменено на Интерлингве. В Supplement al Cosmoglotta 7 (1927) был представлен перевод произведения персидского поэта Саади Ширази, а также произведение Германа Кейзерлинга в следующем издании 1927 года.
Ряд переводов был опубликован в 1930-х годах, в том числе «Где мой дом» Константина Бальмонта, «Мануэль Менендес» Эдмондо де Амичиса и «Спуск в водоворот» Эдгара Аллана По. Кроме того, было опубликовано несколько оригинальных произведений, таких как поэтическая антология Li Astres del Verne («Звёзды весны») Подобского, Krasina, raconta del subterrania del Moravian carst Кайша и несколько произведений А. Э. Кортинаса и П. Дмитриева. Сборник рассказов Historiettes in Occidental был опубликован в 1930 году Риком Бергером.

## Застой (1950—1999)

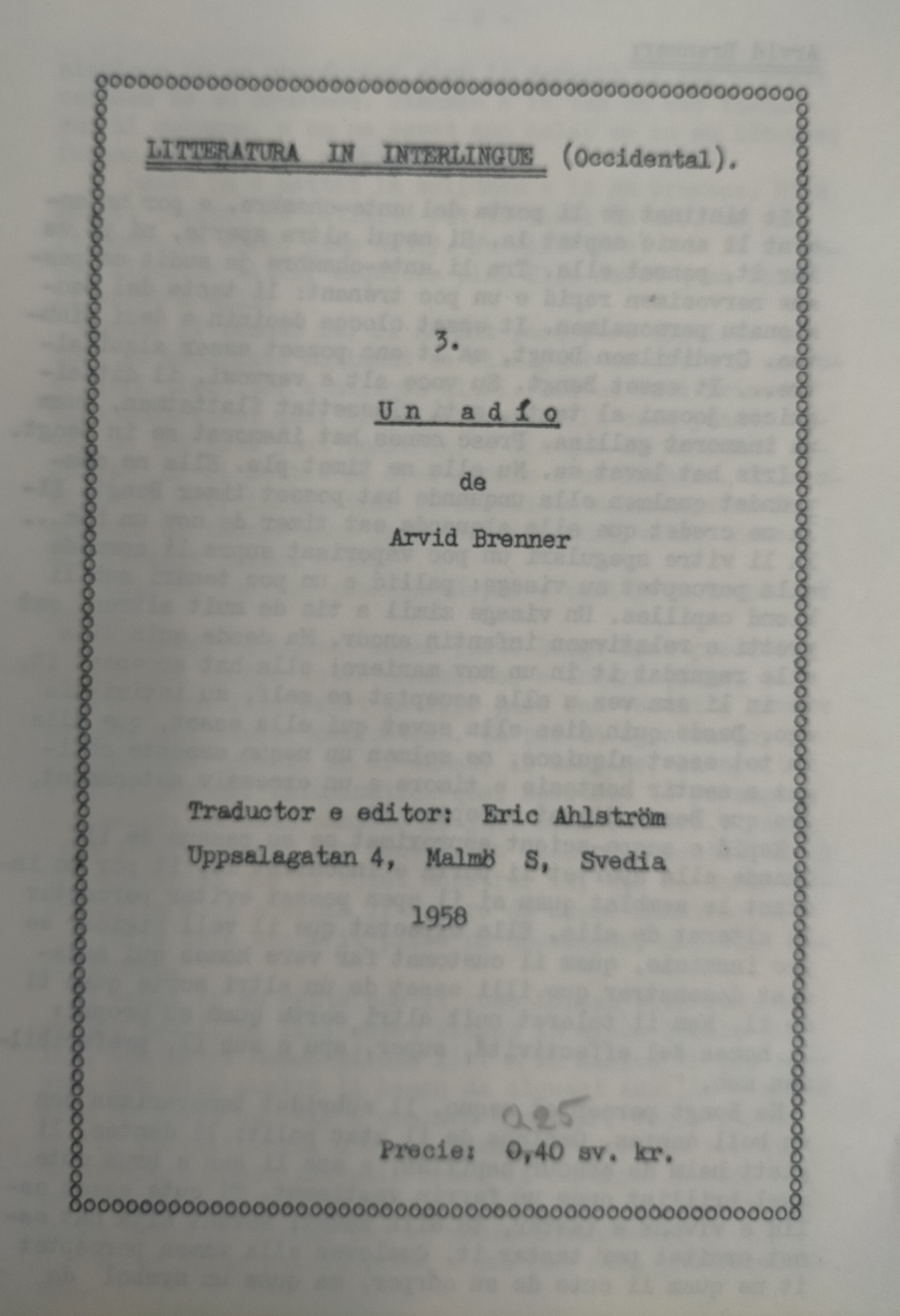
Un Adío (Прощание), Арвид Бреннер [sv], перевод Эрика Альстрёма в 1958 году

Период застоя начался в 1950 году, когда Occidental-Union проголосовал за изменение названия Occidental на Interlingue, получив 91 % поддержки, и закончился в 1999 году, когда была создана первая интерлингвe-язычная группа Yahoo!
В 1951 году, с созданием Interlingua, многие оксиденталисты, включая Бергера, одного из самых важных деятелей движения Интерлингвe, были вынуждены отказаться от названия Интерлингва. Это привело к значительной дестабилизации движения, и хотя «Космоглотта» продолжала издаваться, она делала это все реже и реже, прекратив публикацию в 1985 году. По словам эсперантистского автора Дона Харлоу, редактора Cosmoglotta, в этот период Адриан Пилгрим заявил, что Окциденталь можно назвать «мертвым языком».
Тем не менее публикации новой литературы на интерлингве продолжались на протяжении 1950-х и в начале 1960-х годов, среди переводов были «Говорит мать» чеха Иржи Марека в 1954 году, «Li alocution al chefes de Lebak» Мультатули и «Свадебная рубашка» Карела Яромира Эрбена в переводе Йозефа Кржезины.
Среди других переведенных книг — «Un Adío» («Прощание») Арвида Бреннера и «Пустынник» Бо Бергмана, переведенный Эриком Альстрёмом в 1958 году. В 1964 году Фрэнсис Р. Поуп опубликовал «Poemas» («Стихи»), антологию, состоящую из стихотворений, переведенных с немецкого, французского и английского языков.

## Возрождение Окциденталя в эпоху Интернета (1999—)
После десятилетия упадка в 1980-х и 1990-х годах возрождение Interlingue началось в 1999 году с создания интернет-группы Yahoo!. В начале 2000-х была создана межъязыковая Википедия, в которой на 2020 год было более 5000 статей.
Многие оригинальные тексты на Окцидентале, а также переводы были опубликованы с 2000 года, первым из которых был роман Стендаля «Пармская обитель» (Li Cartusie de Parma), переведенный Робертом Винтером в 2011 году. В 2012 году Томас Шмидт опубликовал Li Munde de Sandra в Интернете, в журнале Posta Mundi, содержащий материалы, опубликованные на искусственных языках. За этим последовал перевод «Маленького принца» в 2014 году.
В период с 2021 по 2023 год испанский писатель Висенте Косталаго написал несколько поэтических антологий, сборников рассказов и новелл на интерлингве, в том числе Li sercha in li castelle Dewahl e altri racontas, Li tresor de Fluvglant, Antologie hispan, и Fabules, racontas e mites.